# Bulbophyllum groeneveldtii
Bulbophyllum groeneveldtii är en orkidéart som beskrevs av Johannes Jacobus Smith. Bulbophyllum groeneveldtii ingår i släktet Bulbophyllum och familjen orkidéer. Inga underarter finns listade i Catalogue of Life.